# キア・K9
K9 （ケイナイン） は、韓国のKIAが生産する高級乗用車である。

## 初代 (2012年-2018年)
2012年3月6日、「K9」（ケイ・ナイン）の名でジュネーブモーターショー12にて公開された。同年4月9日より韓国国内において予約受付を開始すると同時に、K9に搭載する新技術も発表された。その新技術とは「後方・側方警報システム」、「電子式変速レバー」、「走行モード統合制御システム」、「車両統合制御システム」、「アラウンドビューモニタリングシステム」、「12．3インチフルサイズカラーLCDクラスター」、次世代情報提供サービス”UVO”が搭載された「9．2インチDISナビゲーション」、「ヘッドアップディスプレー」、「アダプティブフルLEDヘッドランプ」の9点である。駆動方式はエンタープライズ以来となるFRを採用。
2012年5月2日　韓国市場で「K9」として発表。2008年に「KH」のコード名で着手以来、5200億ウォンをかけて開発された。エクステリアデザインは躍動感を与えるため、エクウスよりもトランク部分が相対的に短くなっている。ベースこそエクウスと同じだが、エンジンはヒュンダイ・ジェネシスと共通のV6・3.3L、V6・3.8Lの各GDiを搭載。また、「LEDヘッドランプ」の採用は量産の韓国車では初である。

## 2代目 (2018年-)
2018年4月3日、韓国にて「THE K9」の名で発表・発売開始。
基本メカニズムをジェネシス・G90（旧名：EQ900）と共用したことで、さらなる質感向上と性能向上を実現。エンジンはラムダ3.3L・V6・GDIターボ、ラムダ3.8L・V6・GDI、タウ5.0L・V8・GDIの3種を設定。K9初となるAWDは全エンジンに設定され、FRとAWDから選択できる（5.0L・V8はAWDのみ）。

## 車名
「K」は起亜自動車(KIA)、大韓民国(KOREA)、”強さ”や”支配”を意味するギリシャ語の「Kratos」,そしてダイナミックな躍動性を意味する英語の「Kinetic」のそれぞれの頭文字、「9」は車格（大型車）を意味する。欧州市場では「クオリス（QUORIS）」、北米市場では「K900」の名で販売している。